# Greyerzbezirk
Der Greyerzbezirk (französisch District de la Gruyère, Freiburger Patois le dichtri de la Grevireⓘ, volkstümlich Greyerzerland) ist einer der sieben Bezirke des Schweizer Kantons Freiburg.
Zum Greyerzbezirk gehören 25 Gemeinden:
Stand: 1. Januar 2014
| Wappen     | Name der Gemeinde      | Einwohner (31. Dezember 2023) | Fläche in km² | Einwohner pro km² |
| ---------- | ---------------------- | ----------------------------- | ------------- | ----------------- |
|            | Bas-Intyamon           | 1701                          | 33,34         | 51                |
|            | Botterens              | 741                           | 4,27          | 174               |
|            | Broc                   | 2810                          | 10,03         | 280               |
|            | Bulle                  | 26'749                        | 23,86         | 1121              |
|            | Châtel-sur-Montsalvens | 359                           | 2,03          | 177               |
|            | Corbières              | 1042                          | 9,62          | 108               |
|            | Crésuz                 | 474                           | 1,79          | 265               |
|            | Echarlens              | 841                           | 4,66          | 180               |
|            | Grandvillard           | 858                           | 24,32         | 35                |
|            | Gruyères               | 2301                          | 28,44         | 81                |
|            | Hauteville             | 730                           | 10,54         | 69                |
|            | Haut-Intyamon          | 1691                          | 60,27         | 28                |
|            | Jaun                   | 647                           | 55,26         | 12                |
|            | La Roche               | 1859                          | 24,06         | 77                |
|            | Le Pâquier (FR)        | 1390                          | 4,50          | 309               |
|            | Marsens                | 2115                          | 7,84          | 270               |
|            | Morlon                 | 713                           | 2,64          | 270               |
|            | Pont-en-Ogoz           | 2013                          | 10,16         | 198               |
|            | Pont-la-Ville          | 613                           | 4,36          | 141               |
|            | Riaz                   | 2890                          | 7,75          | 373               |
|            | Sâles                  | 1452                          | 18,82         | 77                |
|            | Sorens                 | 1096                          | 8,71          | 126               |
|            | Val-de-Charmey         | 2672                          | 112,04        | 24                |
|            | Vaulruz                | 1128                          | 10,10         | 112               |
|            | Vuadens                | 2556                          | 10,45         | 245               |
| Total (25) | Total (25)             | 61'441                        | 489,86        | 125               |

## Veränderungen im Gemeindebestand

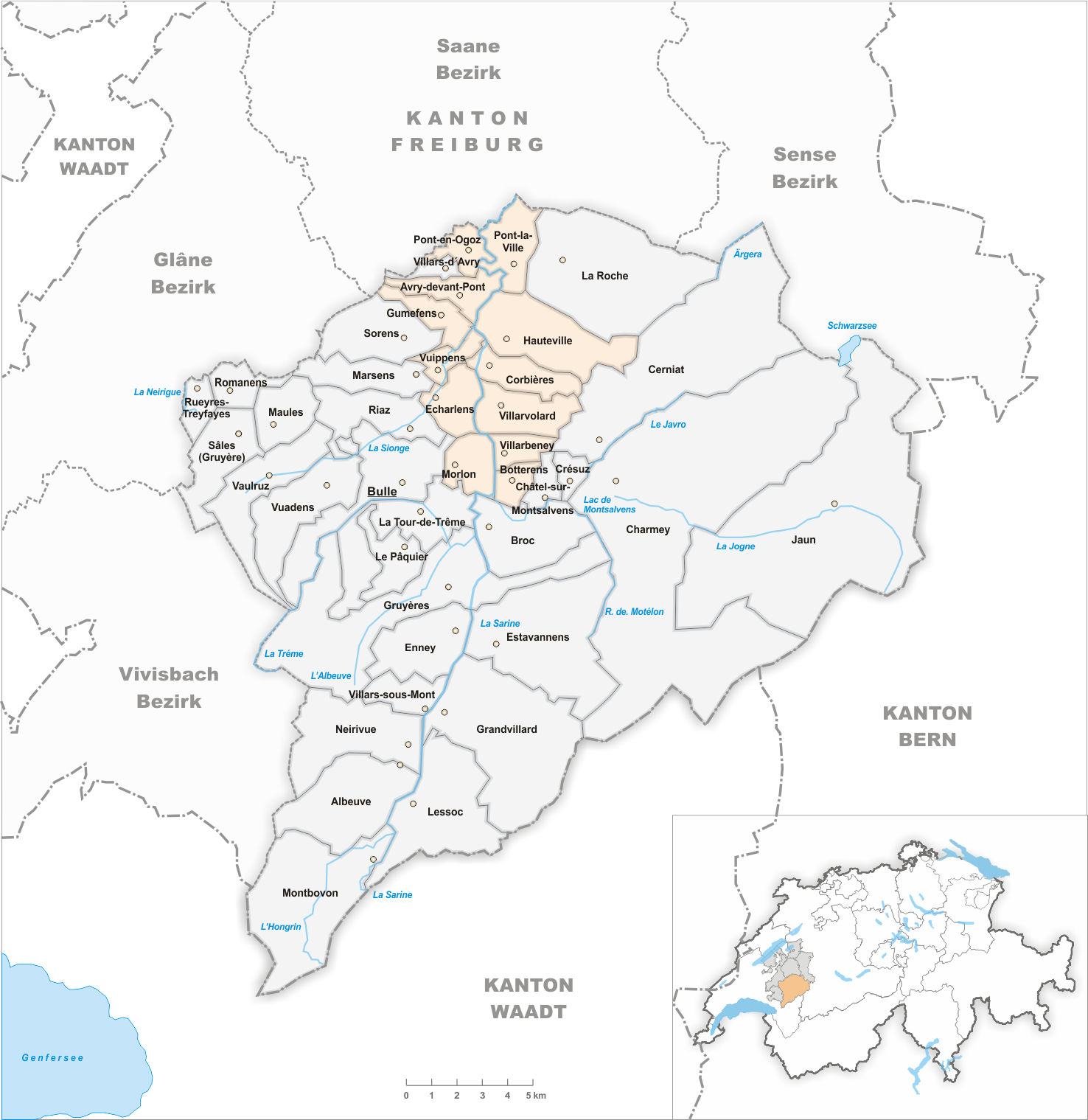
Gemeinden bis 1948
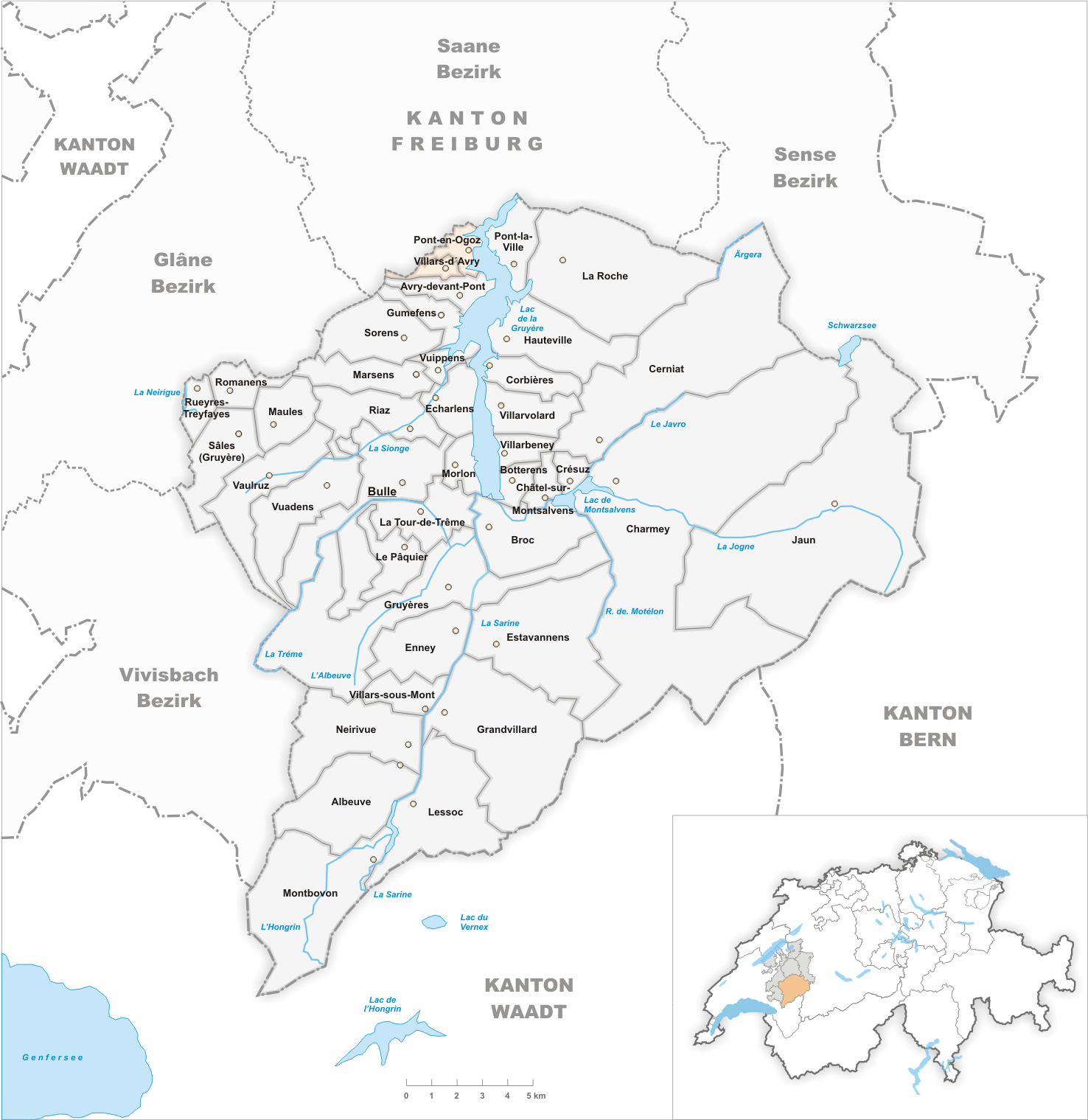
Gemeinden bis 1969
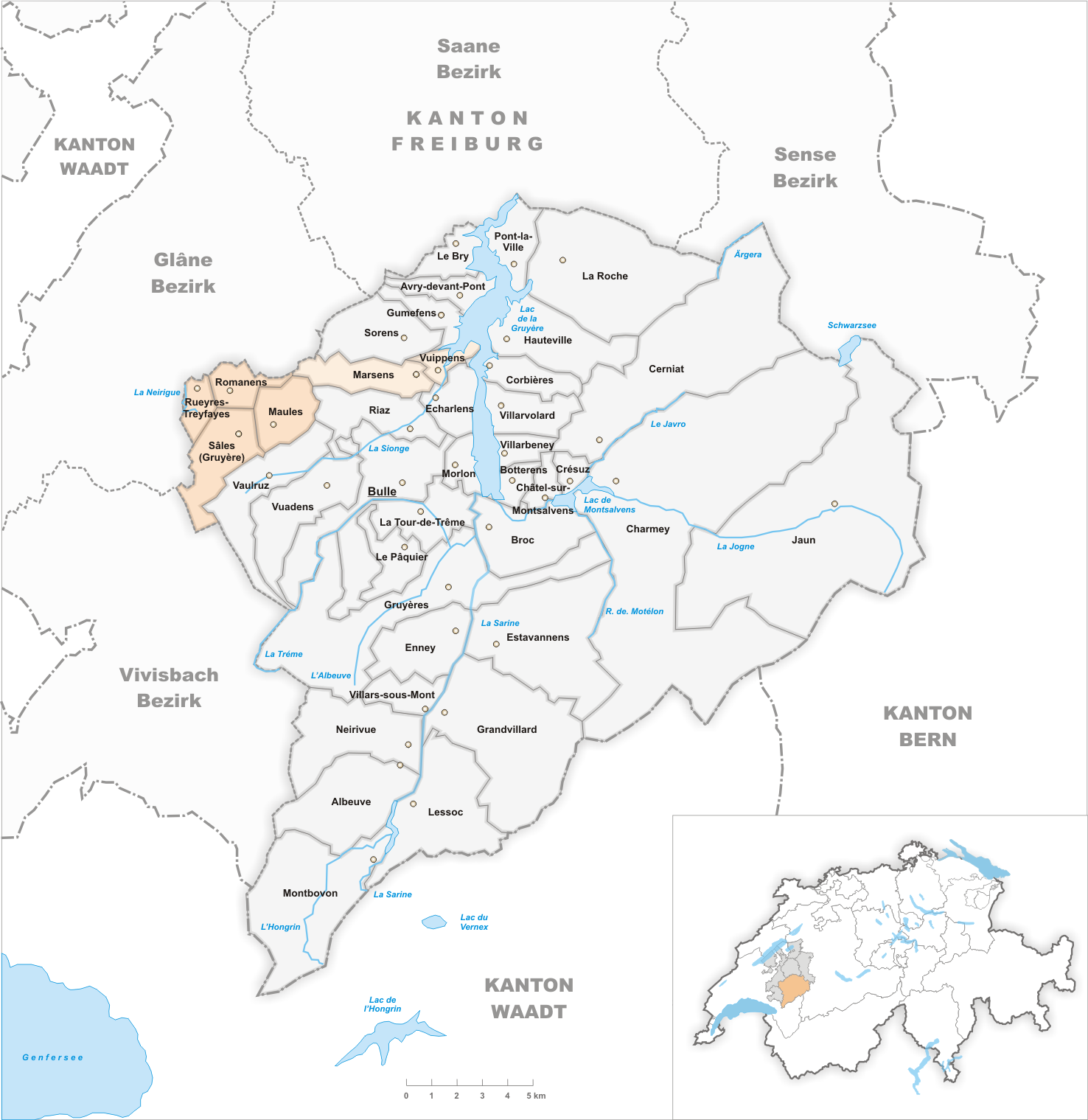
Gemeinden bis 2000
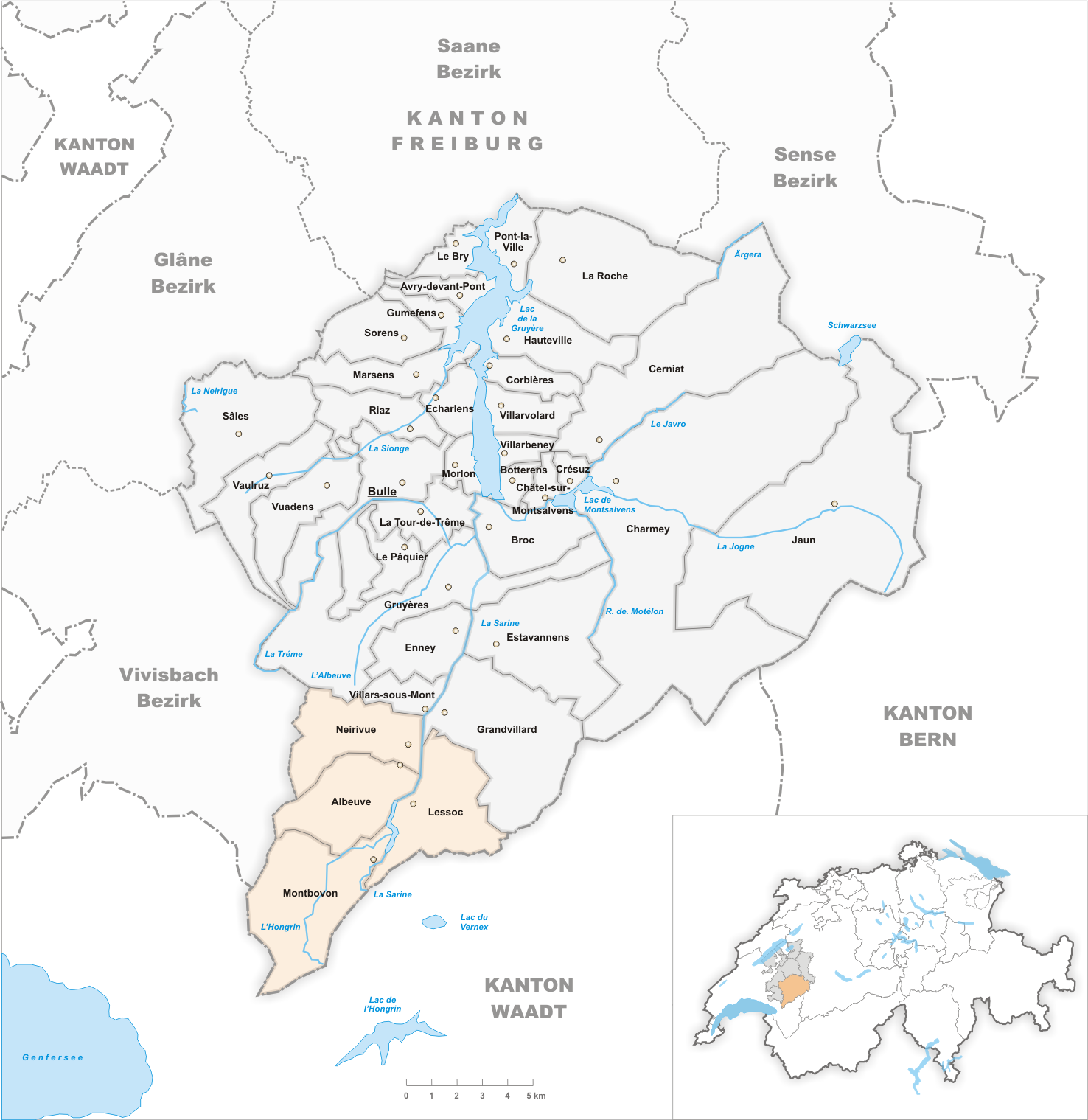
Gemeinden bis 2001
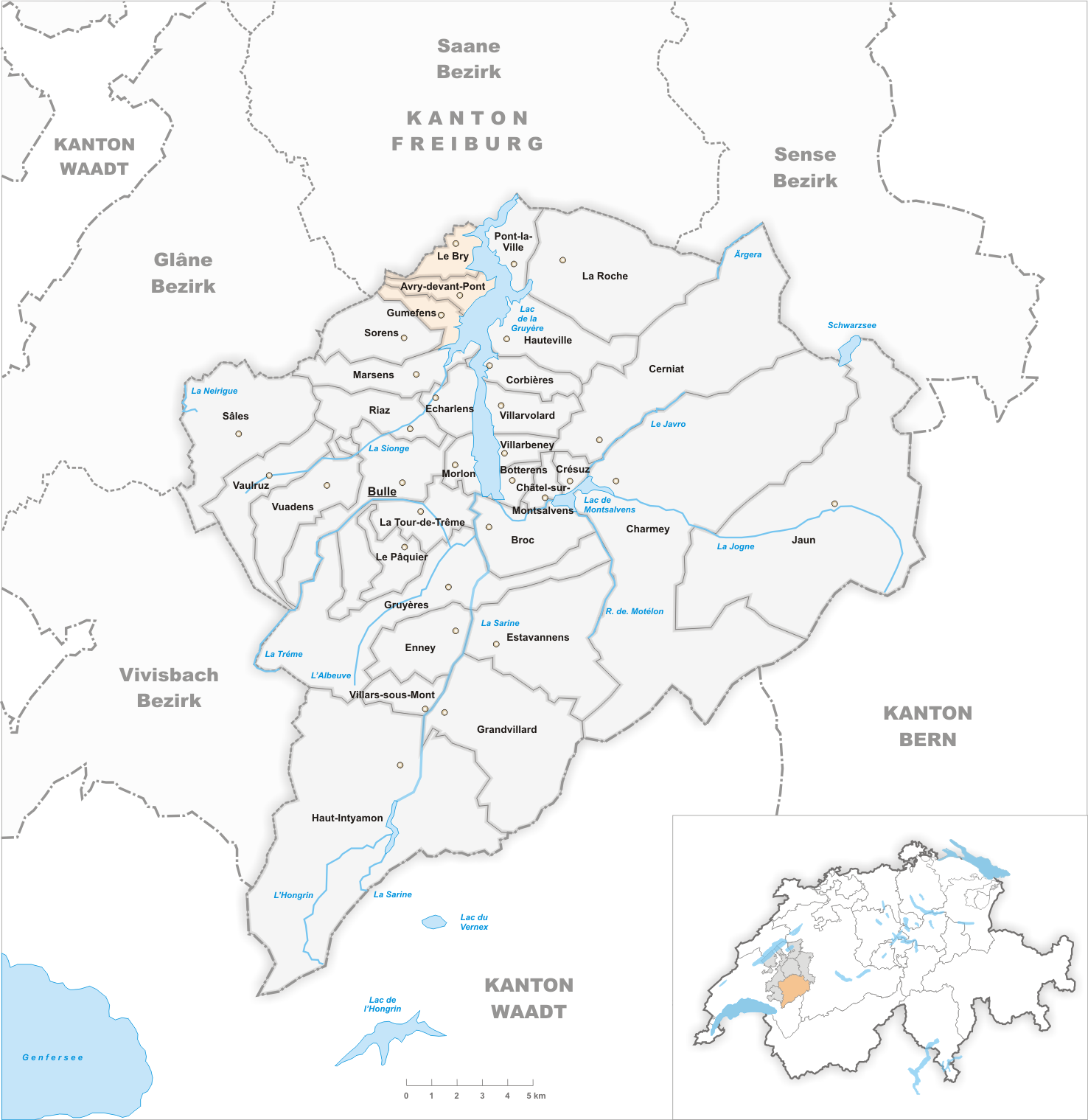
Gemeinden bis 2002
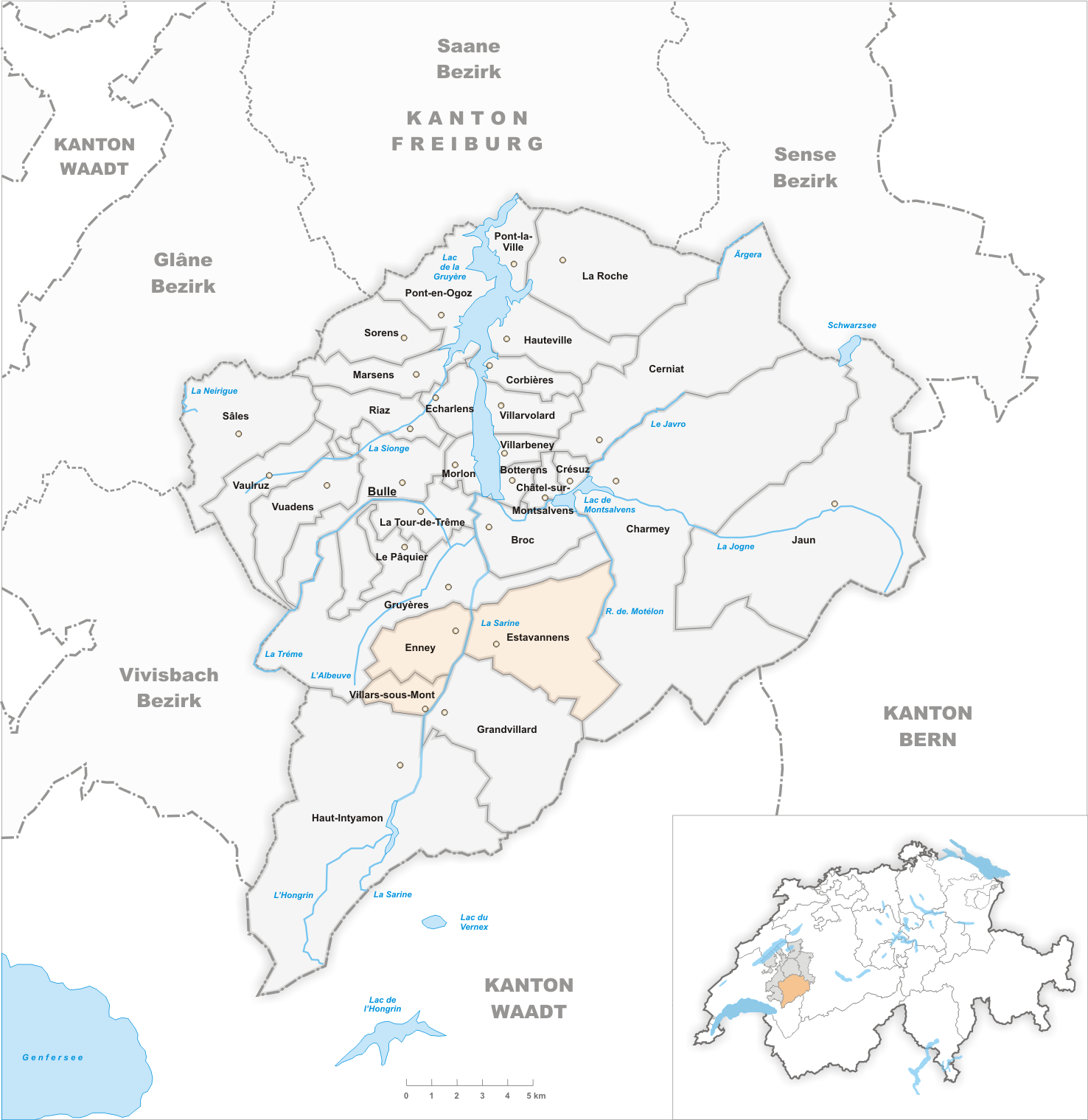
Gemeinden bis 2003
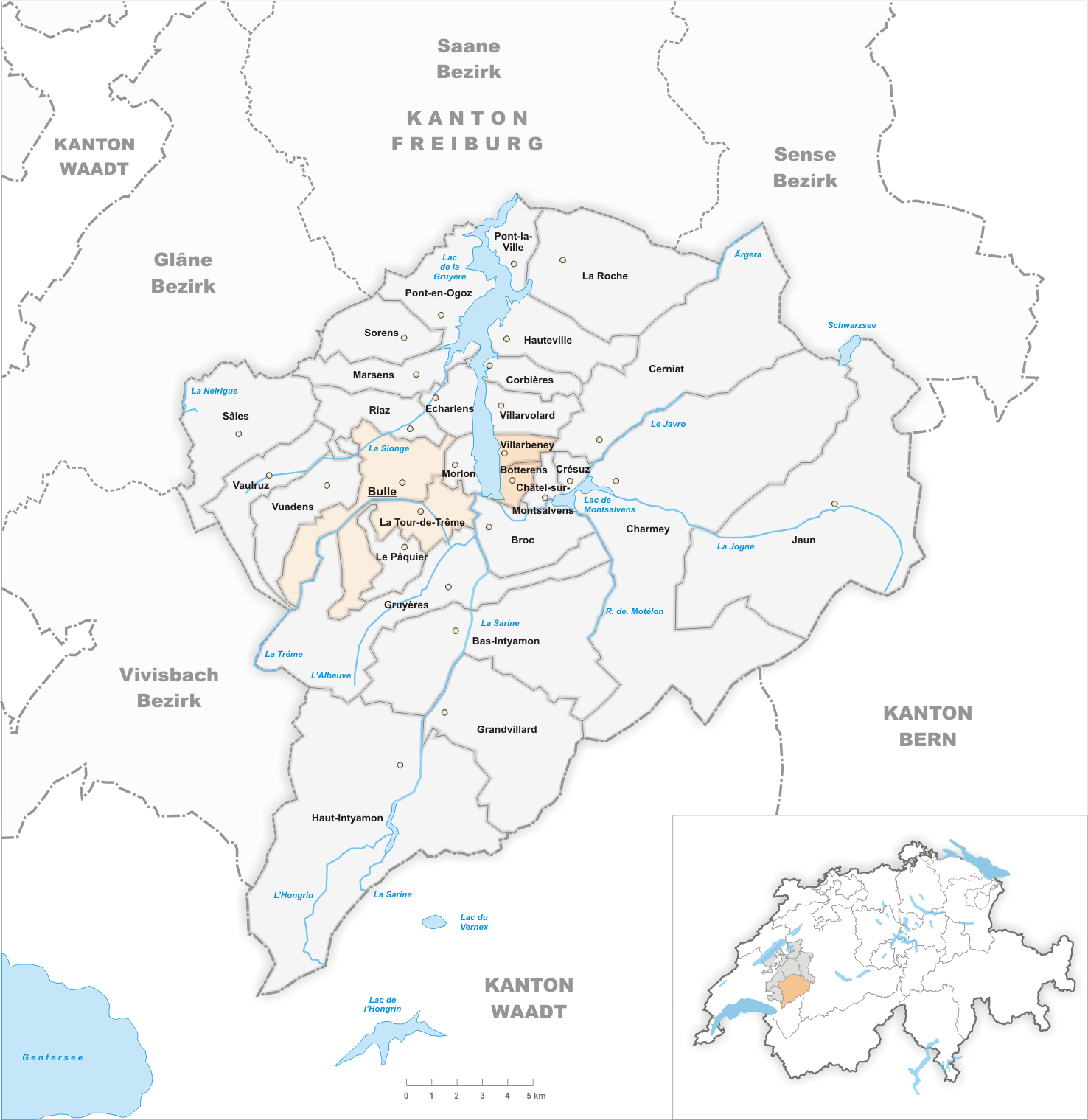
Gemeinden bis 2005
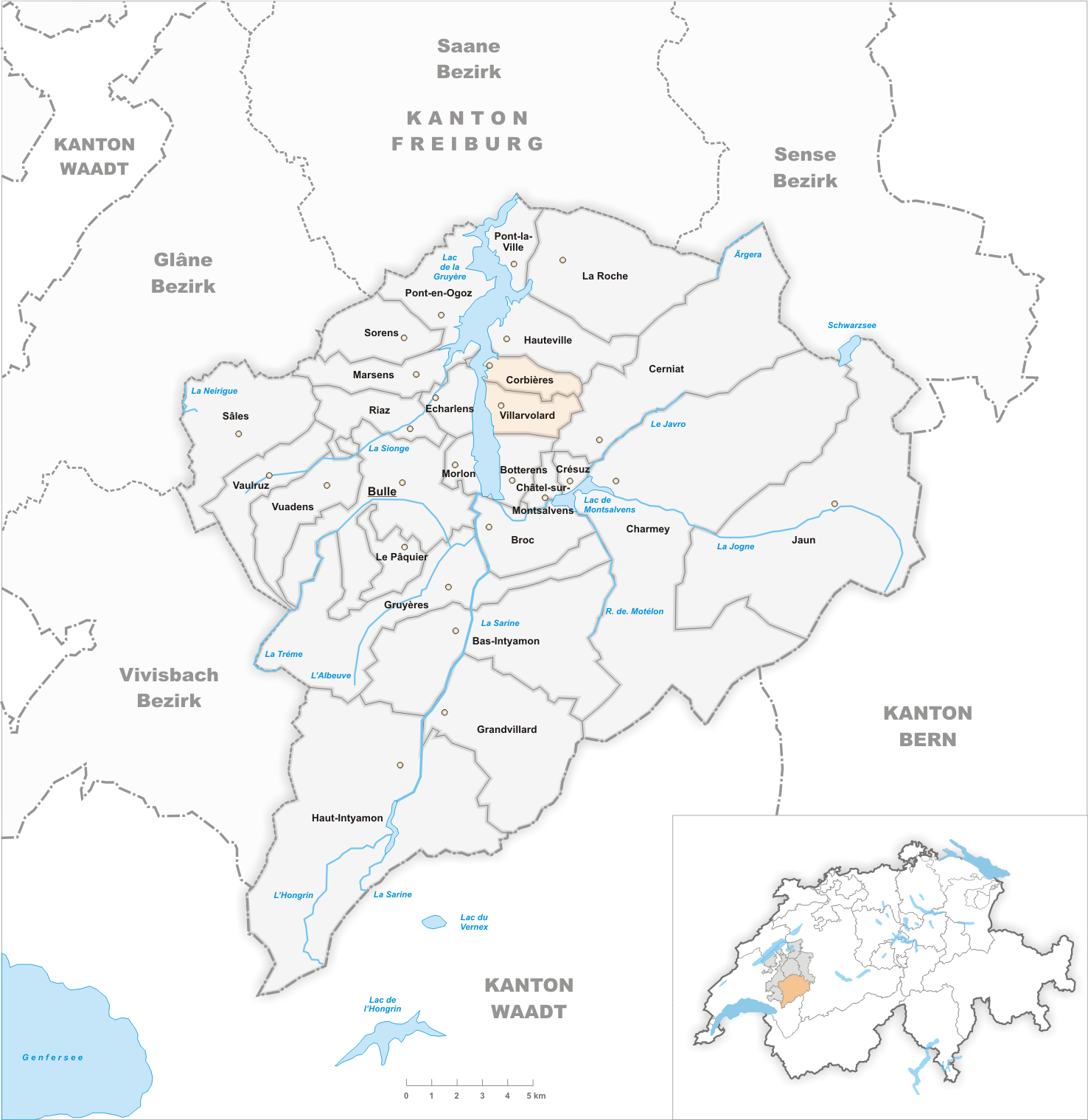
Gemeinden bis 2010
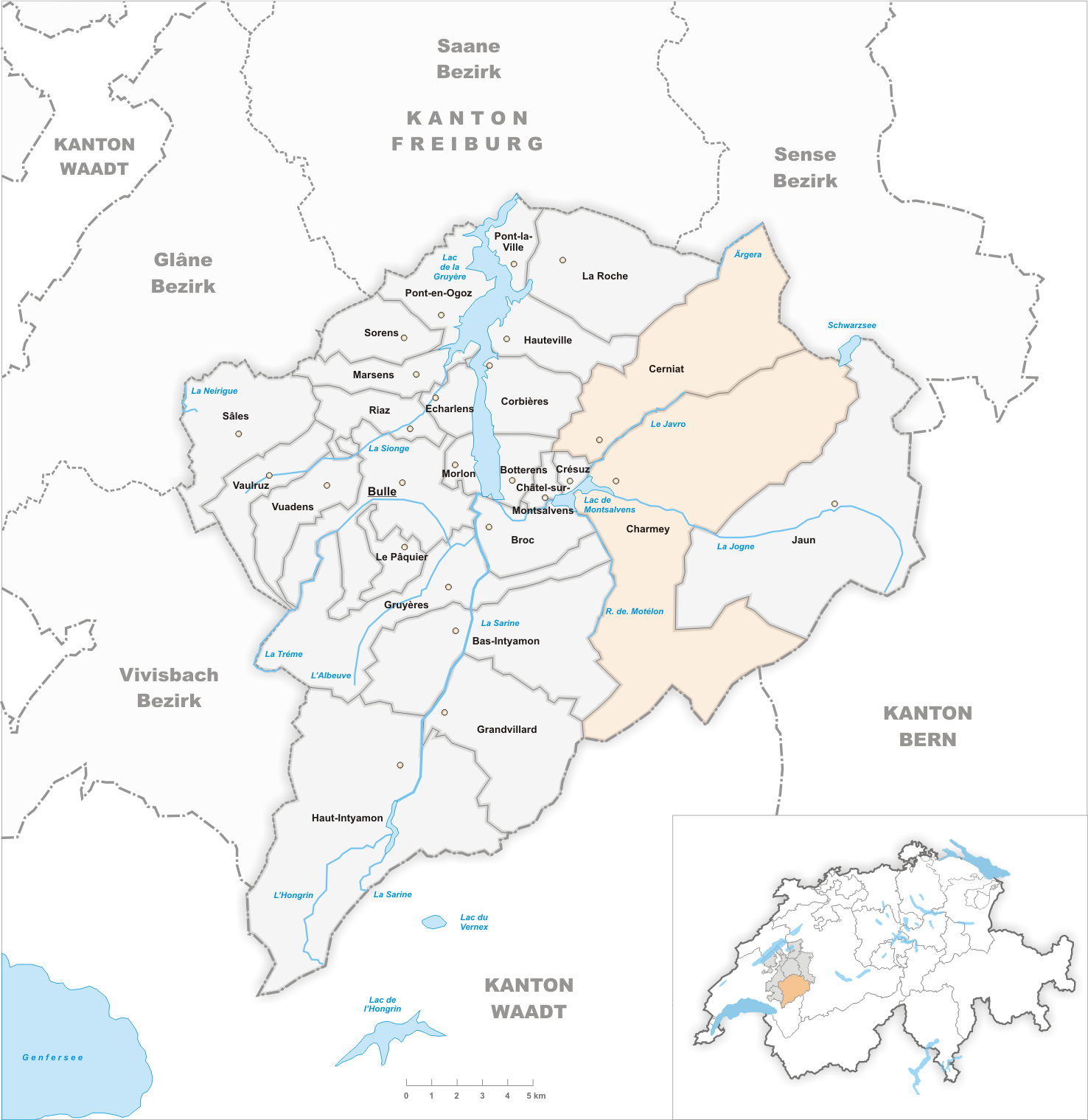
Gemeinden bis 2013

- 1949: Grenzbereinigung wegen Entstehung Greyerzersee: Avry-devant-Pont, Botterens, Corbières, Echarlens, Gumefens, Hauteville, Morlon, Pont-en-Ogoz, Pont-la-Ville, Villarbeney, Villarvolard und Vuippens

- 1970: Fusion Pont-en-Ogoz und Villars-d’Avry  →  Le Bry

- 2001: Fusion Maules, Romanens, Rueyres-Treyfayes und Sâles  →  Sâles

- 2001: Fusion Marsens und Vuippens  →  Marsens

- 2002: Fusion Albeuve, Lessoc, Montbovon und Neirivue → Haut-Intyamon

- 2003: Fusion Avry-devant-Pont, Le Bry und Gumefens  →  Pont-en-Ogoz

- 2004: Fusion Enney, Estavannens und Villars-sous-Mont → Bas-Intyamon

- 2006: Fusion Botterens und Villarbeney  →  Botterens

- 2006: Fusion Bulle und La Tour-de-Trême  →  Bulle

- 2011: Fusion Corbières und Villarvolard  →  Corbières

- 2014: Fusion Cerniat und Charmey  →  Val-de-Charmey

## Diskussion einer grossen Gemeindefusion
Seit 2015 wird über einen Zusammenschluss sämtlicher Gemeinden des Distrikts zu einer Grossgemeinde diskutiert.